# Bathocyroe fosteri
Espèce
Bathocyroe fosteri est une espèce de cténophores lobés vivant dans les profondeurs de tous les océans du monde. L'espèce est très commune et abondante à proximité de la dorsale médio-atlantique. Ce cténophore mesure généralement environ 5 cm de hauteur. Il est bioluminescent.
Son nom scientifique rend hommage à Dudley Foster, pilote du submersible Alvin (DSV-2), qui a recueilli les premiers spécimens.

## Source
- (en) Cet article est partiellement ou en totalité issu de l’article de Wikipédia en anglais intitulé « Bathocyroe fosteri » (voir la liste des auteurs).